# 考特兰 (阿拉巴马州)
考特兰（英語：Courtland）是美国阿拉巴马州勞倫斯縣下属的一座城市。面积约为2.92平方英里（约合7.55平方公里）。根据2010年美国人口普查，该市有人口609人，人口密度为208.92/平方英里（约合80.66/平方公里）。2000年人口普查时的居民数量为769人。

## 历史
一条小溪流过小城。小溪的名称来源于欧洲人刚刚到达当地时当地切羅基人首领的名字。据报道今天的小城建在过去美国原住民的村落上。
19世纪初当地形成一个小居民点。最初的居民大多数是来自弗吉尼亚州、田纳西州、北卡罗来纳州、南卡罗来纳州和喬治亞州的富有农民。它今天的名字来自于当地的联邦法院和土地局。1818年一个名为考特兰产地公司的组织买下今天城市的地，把它分成小块地产。1819年12月13日阿拉巴馬領地正式设立考特兰。
两条历史上的老路通过考特兰。
美国南部最早的一条铁路1831年在考特兰组织，次年成立铁路公司。这条铁路总长80千米，从考特兰向北运行，尤其避免了田納西河危险的北岸。1850年代里该铁路被收购，后来称为南部铁路的一部分。
1835年考特兰组织了一支志愿军参加得克萨斯革命。因为他们军服的颜色他们被称为“红色游击队”。1836年3月他们被墨西哥军俘虏，其中大多数人被处死。
在第二次世界大战期间，1944年和1945年美国陆军在考特兰设立了一个飞机场。战后军方把飞机场交给考特兰市，成为今天的考特兰机场。

### 考特兰历史区
1990年代初考特兰100多座建筑被列入國家史蹟名錄，它们一起组成考特兰历史区。区内的大多数建筑是1830年代到1930年代建成的，其中的风格包括聯邦式建築、意大利式建筑、維多利亞時代建築、殖民地復興建築和新古典主义建筑。城广场是1818年、1819年城市建成时的计划中就已经设定的。许多朝向城广场的建筑，尤其沿学院街和田纳西街的建筑，是1890年代和1900年代初建成的。广场南边的火车车库是1880年代末建造的，今天这里是社群中心。位于田纳西街和阿拉巴马街口西北角的学校建筑是1930年建造的，田納西河谷管理局的职工曾经住在那里。
1830年左右建造的联邦式建筑约翰·麦克马洪大厦特别被列入國家史蹟名錄。石山堡是一个奴隶经营的农庄，它的农场主建筑物非常有名，但是在1961年被拆掉了。

## 地理
考特兰的地理位置是34°40′6″N 87°18′39″W / 34.66833°N 87.31083°W。考特兰的建筑主要集中在田纳西河的一条支流两岸，它的东边是迪凯特，西北边是马斯尔肖尔斯。向东北城市的边界一直扩展到72号美国国道。向北它与北考特兰接壤。
根据美国普查局的数据考特兰总面积6.0平方千米，其中陆地面积6.0平方千米，水域面积占总面积0.43%。

## 居民
| 调查年       | 人口 | 备注 | %±     |
| ------------ | ---- | ---- | ------ |
| 1880         | 580  |      | —      |
| 1890         | 579  |      | −0.2%  |
| 1900         | 488  |      | −15.7% |
| 1910         | 478  |      | −2.0%  |
| 1920         | 367  |      | −23.2% |
| 1930         | 359  |      | −2.2%  |
| 1940         | 454  |      | 26.5%  |
| 1950         | 507  |      | 11.7%  |
| 1960         | 495  |      | −2.4%  |
| 1970         | 547  |      | 10.5%  |
| 1980         | 456  |      | −16.6% |
| 1990         | 803  |      | 76.1%  |
| 2000         | 769  |      | −4.2%  |
| 2010         | 609  |      | −20.8% |
| 2020         | 583  |      | −4.3%  |
| 美国十年普查 |      |      |        |

从1880年到1910年考特兰是勞倫斯縣最大的城市。1920年它把这个位置转让给县府莫尔顿。莫尔顿至今为止依然是勞倫斯縣最大的城市。
根据2000年人口普查数据城内有769名居民，分316个户，210个家庭。城内人口密度为128.0人每平方千米。居民中54.23%是美国白人、40.44是非裔美国人、2.08%是美国原住民、0.26%是亚裔美国人、0.13%是太平洋原住民、2.86%是混血儿。西班牙裔或其它拉丁美洲裔的人占0.91%。
城内的316个户中32.9%有18岁以下的未成年人、44.0%是结婚夫妇、20.3%是带孩子的单身妇女、33.5%不是家庭。30.7%的户是单身汉，14.2%的户有65岁以上的老年人。平均每户2.43人，家庭的平均人数为3.06.
27.8%的居民在18岁以下、8.7%在18到24岁之间、26.9%在25到44岁之间、23.0%在45到64岁之间、13.5在65岁以上。市民平均年龄为36岁。女子对男子的性别比为100：85.7，成年人的性别比为100：77.3。
城内每户平均年收入为27500美元，家庭的平均年收入为36000美元。男子的平均年收入为31250美元，女子的为17188美元。人均所得为14456美元。约18.1%的家庭和20.2%的居民生活在貧窮門檻以下，其中包括22.7%的未成年人和32.9%的老年人。

### 2020年普查
| 人群                 | 人数 | 百分比 |
| -------------------- | ---- | ------ |
| 白人（非西班牙裔）   | 281  | 48.19% |
| 非裔美国人           | 241  | 41.34% |
| 美洲原住民           | 9    | 1.54%  |
| 太平洋岛屿原住民     | 1    | 0.17%  |
| 其他                 | 51   | 8.75%  |
| 西班牙裔或拉丁美洲裔 | 8    | 1.37%  |

根据2020年美國人口普查数据考特兰有583名居民、293个户、211个家庭。